# Краснозоренский район
Краснозо́ренский райо́н — административно-территориальная единица (район) и муниципальное образование (муниципальный район) в Орловской области России.
Административный центр — посёлок Красная Заря.

## География
Район расположен в восточной части области. Граничит на севере с Новодеревеньковским, на западе с Верховским, на юге с Ливенским районами Орловской области, на востоке с Липецкой областью. Площадь 649,9 км².
Время
Краснозоренский район, как и вся Орловская область, находится в часовой зоне МСК (московское время). Смещение применяемого времени относительно UTC составляет +3:00.

### Климат
Климат района умеренно-континентальный (в классификации Кёппена — Dfb). Удалённость от моря и  взаимодействующие между собой северо-западные океанические и восточные континентальные массы воздуха определяют характер погоды. Зима умеренно прохладная. Периодически похолодания меняются оттепелями. Лето неустойчивое, со сменяющимися периодами сильной жары и прохлады. Среднегодовая температура воздуха составляет +5 °C — +6 °C.
Атмосферные осадки выпадают в умеренном количестве, по месяцам распределяются неравномерно — наибольшее их количество выпадает в летнее время.
Водные ресурсы
Основные реки — Большая Чернава, Любовша.

## История
- 30 июля 1928 года образован Волновский район с центром в посёлок Волна в составе Елецкого округа Центрально-Чернозёмной области.
- 5 августа 1929 года центр Волновского района перенесен из посёлка Волна в посёлок Красная Заря с оставлением существовавшего названия района.
- 1 февраля 1933 года район был упразднен, его территория разделена между Измалковским и Верховским районами.
- 18 января 1935 года образован Краснозоренский район уже в составе Курской области.
- 27 сентября 1937 года район вошёл в состав вновь образованной Орловской области.
- 9 февраля 1963 года район был вновь ликвидирован, его территория вошла в состав Новодеревеньковского сельского района.
- 23 августа 1985 года Краснозоренский район был восстановлен за счёт разукрупнения Новодеревеньковского района[4].

## Население
| 1959   | 1989  | 2002  | 2009  | 2010  | 2012  | 2013  | 2014  | 2015  |
| ------ | ----- | ----- | ----- | ----- | ----- | ----- | ----- | ----- |
| 19 172 | ↘9344 | ↘8610 | ↘7731 | ↘6504 | ↘6267 | ↘6124 | ↘5977 | ↘5767 |
| 2016   | 2017  | 2018  | 2019  | 2020  | 2021  | 2023  |       |       |
| ↘5586  | ↘5478 | ↘5384 | ↘5247 | ↘5178 | ↗5244 | ↘5146 |       |       |

### Национальный состав
По итогам переписи населения 2020 года проживали следующие национальности (национальности менее 0,1 % и другое, см. в сноске к строке «Другие»):
| Национальность | Численность, чел. | Доля     |
| -------------- | ----------------- | -------- |
| Русские        | 4913              | 93,69 %  |
| Армяне         | 67                | 1,28 %   |
| Езиды          | 35                | 0,67 %   |
| Азербайджанцы  | 30                | 0,57 %   |
| Украинцы       | 23                | 0,44 %   |
| Молдаване      | 18                | 0,34 %   |
| Гагаузы        | 8                 | 0,15 %   |
| Цыгане         | 7                 | 0,13 %   |
| Узбеки         | 6                 | 0,11 %   |
| Грузины        | 6                 | 0,11 %   |
| Другие         | 131               | 2,51 %   |
| Итого          | 5244              | 100,00 % |

Конфессиональный состав
Большинство населения считает себя православными. Есть также мусульмане.

## Административно-муниципальное устройство
Краснозоренский район в рамках административно-территориального устройства включает 5 сельсоветов.
В рамках организации местного самоуправления на территории района созданы 5 муниципальных образований со статусом сельских поселений:
| № | Муниципальное образование          | Административный центр | Количество населённых пунктов | Население (чел.) | Площадь (км²) |
| - | ---------------------------------- | ---------------------- | ----------------------------- | ---------------- | ------------- |
| 1 | Краснозоренское сельское поселение | посёлок Красная Заря   | 8                             | ↘1986            | 124,2         |
| 2 | Покровское сельское поселение      | деревня Протасово      | 8                             | ↘317             | 140,3         |
| 3 | Россошенское сельское поселение    | посёлок Россошенский   | 13                            | ↘1708            | 174,4         |
| 4 | Труновское сельское поселение      | посёлок Ключики        | 9                             | ↘791             | 114,2         |
| 5 | Успенское сельское поселение       | село Пол-Успенье       | 15                            | ↘344             | 96,8          |

## Населённые пункты
В Краснозоренском районе 53 населённых пункта.
| №  | Населённый пункт     | Тип     | Население | Муниципальное образование          |
| -- | -------------------- | ------- | --------- | ---------------------------------- |
| 1  | Бахтинка             | деревня | 0         | Успенское сельское поселение       |
| 2  | Бегичево             | деревня | ↘248      | Россошенское сельское поселение    |
| 3  | Берёзовка            | деревня | 17        | Покровское сельское поселение      |
| 4  | Большая Чернава      | село    | ↘306      | Россошенское сельское поселение    |
| 5  | Брусенцово           | деревня | 0         | Труновское сельское поселение      |
| 6  | Будские              | деревня | 7         | Труновское сельское поселение      |
| 7  | Верхняя Любовша      | село    | ↘376      | Краснозоренское сельское поселение |
| 8  | Вольный              | посёлок | 5         | Труновское сельское поселение      |
| 9  | Горки                | деревня | 5         | Россошенское сельское поселение    |
| 10 | Гринёвка             | деревня | ↗176      | Россошенское сельское поселение    |
| 11 | Давыдово             | деревня | 28        | Россошенское сельское поселение    |
| 12 | Дунаевка             | деревня | ↗157      | Россошенское сельское поселение    |
| 13 | Зверево-Бакулино     | деревня | ↘127      | Успенское сельское поселение       |
| 14 | Золотухино           | деревня | 34        | Успенское сельское поселение       |
| 15 | Зыбино               | деревня | 4         | Россошенское сельское поселение    |
| 16 | Ивановка             | деревня | 4         | Успенское сельское поселение       |
| 17 | Кавказ               | посёлок | 17        | Успенское сельское поселение       |
| 18 | Калиновка            | посёлок | 0         | Россошенское сельское поселение    |
| 19 | Каменка              | деревня | 12        | Краснозоренское сельское поселение |
| 20 | Карасёвка            | деревня | 5         | Краснозоренское сельское поселение |
| 21 | Карпово              | деревня | ↘47       | Покровское сельское поселение      |
| 22 | Ключики              | посёлок | ↗406      | Труновское сельское поселение      |
| 23 | Коровенка            | деревня | 0         | Успенское сельское поселение       |
| 24 | Короткое             | деревня | 1         | Успенское сельское поселение       |
| 25 | Крапивенка           | деревня | 0         | Труновское сельское поселение      |
| 26 | Красная Заря         | посёлок | ↘1565     | Краснозоренское сельское поселение |
| 27 | Кривец               | село    | 11        | Россошенское сельское поселение    |
| 28 | Кукуй                | деревня | 0         | Покровское сельское поселение      |
| 29 | Малиново             | село    | ↘416      | Труновское сельское поселение      |
| 30 | Мартыновка           | посёлок | 7         | Краснозоренское сельское поселение |
| 31 | Медвежье             | село    | ↘164      | Покровское сельское поселение      |
| 32 | Новая Заря           | деревня | 0         | Краснозоренское сельское поселение |
| 33 | Орево                | село    | ↘507      | Краснозоренское сельское поселение |
| 34 | Павловка             | деревня | 1         | Краснозоренское сельское поселение |
| 35 | Подлесное            | деревня | 51        | Успенское сельское поселение       |
| 36 | Покровское           | село    | ↘172      | Покровское сельское поселение      |
| 37 | Пол-Успенье          | село    | ↘109      | Успенское сельское поселение       |
| 38 | Пречистенка          | деревня | 22        | Успенское сельское поселение       |
| 39 | Протасово            | деревня | ↘132      | Покровское сельское поселение      |
| 40 | Пушкино              | деревня | 0         | Успенское сельское поселение       |
| 41 | Рахмановка           | деревня | 0         | Труновское сельское поселение      |
| 42 | Рахманово            | деревня | 17        | Успенское сельское поселение       |
| 43 | Россошенский         | посёлок | ↘645      | Россошенское сельское поселение    |
| 44 | Россошное            | село    | ↘166      | Россошенское сельское поселение    |
| 45 | Сойминово            | деревня | 11        | Покровское сельское поселение      |
| 46 | Соловьёвка           | деревня | 16        | Успенское сельское поселение       |
| 47 | Танеевка             | деревня | 17        | Россошенское сельское поселение    |
| 48 | Труново              | деревня | ↗180      | Труновское сельское поселение      |
| 49 | Успенье              | село    | ↘42       | Успенское сельское поселение       |
| 50 | Чермашенские Выселки | деревня | 18        | Успенское сельское поселение       |
| 51 | Шатилово             | село    | ↘206      | Россошенское сельское поселение    |
| 52 | Щербачи              | село    | 43        | Покровское сельское поселение      |
| 53 | Юры                  | посёлок | 0         | Труновское сельское поселение      |

Упразднённые населённые пункты:
- 2004 год — деревня Соловьёвка Покровского сельсовета и деревня Простор Труновского сельсовета

## Достопримечательности
- Стела Большая Чернава

Памятник воинам 4-го Гвардейского миномётного полка павшим за освобождение Краснозоренского района

- Памятник перед правлением в Медвежьем

## Известные земляки, уроженцы района
- Ионов, Алексей Васильевич (1911—1976) — советский писатель, литературовед и драматург, журналист, член Союза писателей СССР, автор более 20 книг.[26]
- Куликов, Виктор Георгиевич (1921—2013) — советский и российский военный и государственный деятель, Герой Советского Союза, маршал Советского Союза. Родился в селе Верхняя Любовша.
- Прокопов, Владимир Ильич (род. 1938) — испытатель парашютно-авиационной техники, Заслуженный парашютист-испытатель СССР, Заслуженный мастер спорта СССР. Родился в поселке Вольный.
- Хорошилов, Павел Ефремович (1897—1964) — советский военный деятель, Генерал-майор (1943 год).